# Myopopone
Myopopone este un gen de furnici în subfamilia Amblyoponinae. Genul conține două specii, una existentă și una fosilă. Specia tip Myopopone castanea este cunoscută din regiunile orientale și indo-australiene și China. Specia fosilă, Myopopone sinensis, este cunoscută din Miocenul timpuriu.

## Specii
- Myopopone castanea (Smith, 1860)
- †Myopopone sinensis Zhang, 1989